# Манастир Ватопед
Манастир Ватопед (грч. Ιερα Μεγιστη Μονη Βατοπεδιου) је други у хијерархији манастира Свете горе, Грчка. Саградили су га у другој половини 10. века три монаха – Атанасије, Николај и Антоније, ученици Атанасија Атонског. Према другом предању, манастир је саградио византијски цар Аркадије у спомен Пресветој Богородици која му је на чудесан начин спасла сина од бродолома. Дете је пронађено у грму купине у близини плаже, по чему је манастир добио име (грч. Βατο – „купина грм” и грч. παιδι – „дете”). 
Од тог времена, се много градило у овом манастиру, нарочито током византијског периода. У манастиру живи око 100 монаха. Игуман манастира је архимандрит Јефрем Ватопедски.
Манастир се од 1988. године, заједно са осталих деветнаест светогорских манастира, налази на УНЕСКО-вој листи Светске баштине у склопу споменика средњег века обједињених под заштићеном целином „Планина Атос”.

## Скитови при манастиру
Манастир има велики број скитова. Највеће су скитови посвећени Светом Апостолу Андреју и Светом Димитрију.

## Основне карактеристике манастирских грађевина
- Главна црква посвећена је Благовестима Пресвете Богородице
- Сахат кула
- Тврђава из 10. века - данас зграда Библиотеке

## Благо које се чува у манастиру
Ватопедски манастир је верује се по посебном заштитом Пресвете Богородице, која је на његовој земљи живела до своје смрти и вазнесења на небо.
Манастирска ризница чува пехар за причешће израђен од драгог камена јасписа са Мадагаскара и мноштво вредних икона. 
Ватопедска библиотека садржи преко 2000 рукописа и више од 35000 штампаних књига.
Постоји неколико икона Пресвете Богородице у манастиру које православни верници сматрају чудотворним. То су: Елеовритиса, Виматариса, Есфагмениса и Парамитиса.
У Ватопеду се налазе поједини историјски и уметнички објекти везани за српски средњи век. Поред капеле Св. Бесребника, задужбина српског деспота Јована Угљешe, у олтару се чува ставротеку (реликвијар са честицама Часног крста), дар браће Мусић (сестрића кнеза Лазара), а у лаври сребрни тањир деспота Томе Прељубовића.